# شينج يوان
شينج يوان (بالصينية: Cheng Yuan) (8 أكتوبر 1993 بجينان في الصين - ) هو لاعب كرة قدم صيني في مركز الهجوم. لعب مع شاندونغ لونينغ ونادي كوفيليا وShandong Province Youth Football Team ‏.

## روابط خارجية
- شينج يوان على موقع قاعدة بيانات كرة القدم.إي يو (الإنجليزية)
- شينج يوان على موقع Soccerway.com (الإنجليزية)
- شينج يوان على موقع عالم كرة القدم.نت (الإنجليزية)